# Komunikacyjny Związek Komunalny Górnośląskiego Okręgu Przemysłowego

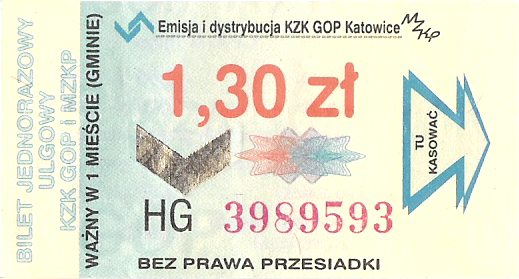
Bilet jednorazowy ulgowy KZK GOP i MZKP z 2010 roku

Komunikacyjny Związek Komunalny Górnośląskiego Okręgu Przemysłowego (KZK GOP) – nieistniejący związek międzygminny założony 19 września 1991 w celu współpracy gmin w zakresie lokalnego transportu zbiorowego. Obecnie na terenie gmin należących do związku, jak i na terenie całej GZM, transportem zbiorowym zajmuje się Zarząd Transportu Metropolitalnego. Związek został postawiony w stan likwidacji.

## Charakterystyka
Na liniach KZK GOP obowiązywała jednolita taryfa biletowa. Możliwa była zatem podróż na tych samych biletach, np. ze Sławkowa do Gliwic. Wadą KZK GOP był brak integracji taryfowej z przewozami kolejowymi, które w wielu relacjach w GOP są optymalnym rozwiązaniem komunikacji międzymiastowej. KZK GOP korzystał z usług 32 przewoźników autobusowych oraz jednego tramwajowego (Tramwaje Śląskie). Związek uchwalał corocznie tzw. zrównoważony budżet, czyli suma dochodów równa się sumie wydatków. Dochodami związku były opłaty za bilety, opłaty dodatkowe (za przejazd bez ważnego biletu, niezgodnie z taryfą itp.) oraz wpłaty od gmin członkowskich, gdzie kursowały linie związku. Wydatkami były opłaty dla przewoźników obsługujących sieć, wynagrodzenia pracowników oraz koszty utrzymania biur.
Według stanu na 13 lutego 2013 KZK GOP zlecał wykonywanie przewozów autobusowych 32 podmiotom i organizował transport na 286 liniach autobusowych, w tym na 23 liniach nocnych oraz 5 bezpłatnych, obsługujących supermarkety (stan na 8 lutego 2013). Łączna długość linii autobusowych na obszarze działania KZK GOP wynosiła 4705 km, natomiast łączna długość tras w granicach administracyjnych 25 gmin tworzących KZK GOP – 1548 km. Rocznie autobusami KZK GOP przewożonych było około 216 mln pasażerów. Praca eksploatacyjna w komunikacji autobusowej wynosiła w 2009 roku 70 milionów wzkm, co stanowiło ponad 80% pracy eksploatacyjnej zlecanej ogółem.

## Gminy członkowskie
W ostatnim roku funkcjonowania związku (2018) należały do niego poszczególne gminy: Bytom, Bobrowniki, Będzin, Bieruń, Chorzów, Czeladź, Dąbrowa Górnicza, Chełm Śląski, Gierałtowice, Gliwice, Imielin, Katowice, Knurów, Lędziny, Mysłowice, Piekary Śląskie, Pilchowice, Psary, Pyskowice, Radzionków, Ruda Śląska, Siemianowice Śląskie, Siewierz, Sławków, Sosnowiec, Sośnicowice, Świętochłowice, Wojkowice i Zabrze. Bieruń i Lędziny przystąpiły do KZK GOP po 1 stycznia 2014.
Nie wszystkie miasta konurbacji katowickiej przyłączyły się do KZK GOP, były to między innymi: Tychy (MZK Tychy), Jaworzno (PKM Jaworzno), oraz Tarnowskie Góry (MZKP Tarnowskie Góry). Jednak zgodnie z porozumieniem pomiędzy MZKP Tarnowskie Góry i KZK GOP w pojazdach kursujących na zlecenie tych związków obowiązywał wspólny bilet, którego emisją i dystrybucją zajmował się KZK GOP.
Od 1 stycznia 2018 roku wprowadzono nowe bilety metropolitalne, obowiązujące także na liniach MZK Tychy.

## Linie KZK GOP

### Linie minibusowe jeżdżące na zlecenie KZK GOP
| Linia | Przystanek początkowy                           | Przystanek końcowy        | Liczba przystanków | Czas przejazdu (min) | Miasta/gminy                               | Operator             | Przystosowanie dla niepełnosprawnych | Rodzaj taboru |
| ----- | ----------------------------------------------- | ------------------------- | ------------------ | -------------------- | ------------------------------------------ | -------------------- | ------------------------------------ | ------------- |
| 159   | Żernica Skrzyżowanie                            | Leboszowice Skrzyżowanie  | 15/16              | 28                   | Pilchowice                                 | Lucjan Brożek        | –                                    | M             |
| 224   | Gliwice Plac Piastów                            | Gliwice Centrum Onkologii | 2/5                | 4/9                  | Gliwice                                    | Lucjan Brożek        | Platforma najazdowa dla wózków.      | M             |
| 242   | Dąbrowa Górnicza Pałac Kultury                  | Ratanice                  | 20                 | 25                   | Dąbrowa Górnicza, Psary, Będzin            | Kłosok               | –                                    | M             |
| 243   | Będzin Dworzec PKP                              | Ratanice                  | 24/25              | 30/33                | Będzin, Psary, Dąbrowa Górnicza            | Kłosok               | –                                    | M             |
| 636   | Knurów Wojska Polskiego                         | Orzesze Szkoła            | 22/26              | 37/39                | Knurów, Gierałtowice, Ornontowice, Orzesze | Kłosok               | –                                    | M             |
| 901   | Będzin Kościuszki – linia okrężna dwukierunkowa | Będzin Kościuszki         | 36                 | 49                   | Będzin                                     | Pawelec              | –                                    | M             |
| 916   | Ksawera Prosta Pętla - linia okrężna            | Ksawera Prosta Pętla      | 27                 | 35                   | Będzin                                     | INTRANS              | -                                    | M             |
| 921   | Będzin Kościuszki                               | Grodziec Kijowska         | 28/29              | 36/37                | Będzin                                     | INTRANS              | –                                    | M             |
| 937   | Brynów Pętla                                    | Zarzecze Owsiana Pętla    | 17/18              | 24/27                | Katowice                                   | INTRANS              | –                                    | M             |
| 949   | Sławków Rynek                                   | Burki Pętla               | 11/12              | 19                   | Sławków                                    | Małgorzata Kurkowska | –                                    | M             |
| 954   | Kosztowy Rynek                                  | Wesoła Rynek              | 12/14              | 15                   | Mysłowice, Katowice, Imielin               | Murgór Trans         | –                                    | M             |
| 959   | Sławków Rynek                                   | Miedawa Tartak            | 6                  | 5                    | Sławków                                    | Małgorzata Kurkowska | –                                    | M             |
| 969   | Siewierz Dom Kultury – linia okrężna            | Siewierz Dom Kultury      | 31                 | 47                   | Siewierz                                   | PKS Południe         | –                                    | M             |
| 973   | Podlesie Oczyszczalnia                          | Murcki Rynek              | 22/23              | 28/33                | Katowice                                   | Brożek               | –                                    | M             |
| 998   | Chorzów Gwarecka                                | Klimzowiec Racławicka     | 10                 | 18                   | Chorzów                                    | Kłosok               | –                                    | M             |

### Linie przyspieszone jeżdżące na zlecenie KZK GOP (bez tras wariantowych)
| Linia    | Przystanek początkowy                  | Przystanek końcowy              | Liczba przystanków | Czas przejazdu (min) | Miasta                                                          | Operator                            | Rodzaj taboru |
| -------- | -------------------------------------- | ------------------------------- | ------------------ | -------------------- | --------------------------------------------------------------- | ----------------------------------- | ------------- |
| 800      | Katowice Piotra Skargi                 | Będzin Kościuszki               | 17/21              | 36/39                | Katowice, Sosnowiec, Czeladź, Będzin                            | PKM Sosnowiec                       | BN            |
| 801      | Katowice Piotra Skargi                 | Gołonóg Zajezdnia               | 11/13              | 35/39                | Katowice, Sosnowiec, Dąbrowa Górnicza                           | PKM Sosnowiec                       | CN            |
| 805      | Katowice Piotra Skargi                 | Sosnowiec Szpital Wojewódzki    | 19/24              | 37/41                | Katowice, Sosnowiec, Będzin                                     | PKM Sosnowiec                       | BN/CN         |
| 807      | Katowice Piotra Skargi                 | Tworzeń Huta Katowice           | 20/23              | 59/62                | Katowice, Sosnowiec, Będzin, Dąbrowa Górnicza                   | PKM Sosnowiec                       | BN/CN         |
| 808      | Katowice Piotra Skargi                 | Tworzeń Huta Katowice           | 20/25              | 57                   | Katowice, Sosnowiec, Dąbrowa Górnicza                           | PKM Sosnowiec                       | BN/CN         |
| 811      | Katowice Piotra Skargi                 | Gołonóg Zajezdnia               | 19/23              | 55/57                | Katowice, Sosnowiec, Dąbrowa Górnicza                           | PKM Sosnowiec                       | BN/CN         |
| 813      | Katowice Piotra Skargi - linia okrężna | Osiedle Syberka Ośrodek Zdrowia | 28                 | 76                   | Katowice, Sosnowiec, Będzin                                     | PKM Sosnowiec                       | BN            |
| 814      | Katowice Piotra Skargi                 | Gołonóg Dworzec PKP             | 20/24              | 51/53                | Katowice, Sosnowiec, Czeladź, Będzin, Dąbrowa Górnicza          | PKM Sosnowiec                       | BN/CN         |
| 815      | Katowice Piotra Skargi                 | Kazimierz Górniczy Kopalnia     | 19/22              | 47                   | Katowice, Sosnowiec                                             | PKM Sosnowiec                       | BN/CN         |
| 817      | Katowice Piotra Skargi                 | Osiedle Zamkowe Piastowska      | 12/13              | 30                   | Katowice, Sosnowiec, Będzin                                     | PKM Sosnowiec                       | BN            |
| 818      | Katowice Piotra Skargi                 | Będzin Kościuszki               | 17/20              | 34                   | Katowice, Sosnowiec, Będzin                                     | PKM Sosnowiec                       | BN            |
| 820      | Katowice Piotra Skargi                 | Tarnowskie Góry Dworzec         | 13/15              | 54/62                | Katowice, Chorzów, Bytom, Tarnowskie Góry                       | PKM Świerklaniec, Transport Pawelec | CN            |
| 830      | Katowice Piotra Skargi                 | Bytom Dworzec PKP               | 6/8                | 32                   | Katowice, Chorzów, Bytom                                        | PKM Katowice                        | BN/CN         |
| 831      | Katowice Piotra Skargi                 | Gołonóg Zajezdnia               | 11/14              | 34/44                | Katowice, Sosnowiec, Dąbrowa Górnicza                           | PKM Sosnowiec                       | CN            |
| 835      | Katowice Piotra Skargi                 | Maczki Kościuszki               | 27/32              | 48/53                | Katowice, Sosnowiec                                             | PKM Sosnowiec                       | BN/CN         |
| 840      | Katowice Mickiewicza                   | Gliwice Plac Piastów            | 19/21              | 73/77                | Katowice, Chorzów, Świętochłowice, Ruda Śląska, Zabrze, Gliwice | PKM Gliwice                         | BN/CN         |
| 850      | Bytom Dworzec PKP                      | Gliwice Plac Piastów            | 10/11              | 45/48                | Bytom, Zabrze, Gliwice                                          | Kłosok                              | BN/CN         |
| 860      | Katowice Plac Wolności                 | Osiedle Wieczorka Dworzec       | 12                 | 44                   | Katowice, Siemianowice Śląskie, Piekary Śląskie                 | Lazar                               | CN            |
| 870      | Katowice Mickiewicza                   | Gliwice Plac Piastów            | 7/9                | 54                   | Katowice, Chorzów, Świętochłowice, Ruda Śląska, Zabrze, Gliwice | PKM Gliwice                         | CN            |
| 880      | Katowice Andrzeja Dworzec              | Bykowina Grzegorzka             | 12/13              | 25/31                | Katowice, Ruda Śląska                                           | IREX, Meteor                        | BN            |
| Lotnisko | Katowice Dworzec                       | Pyrzowice Lotnisko              | 5                  | 50                   | Katowice, Sosnowiec, Ożarowice                                  | PKM Katowice                        | AN            |

### Linie nocne KZK GOP
| Linia | Przystanek początkowy                | Przystanek końcowy                      | Liczba przystanków | Czas przejazdu (min) | Miasta/gminy                                                     | Operator                   | Rodzaj taboru |
| ----- | ------------------------------------ | --------------------------------------- | ------------------ | -------------------- | ---------------------------------------------------------------- | -------------------------- | ------------- |
| A4N   | Gliwice Teatr                        | Gliwice Zajezdnia                       | 20/21              | 28                   | Gliwice                                                          | PKM Gliwce                 | BN            |
| 7N    | Katowice Dworzec                     | Kochłowice Kościół (Zabrze Goethego)    | 20 (41)            | 28 (61)/31 (66)      | Katowice, Chorzów, Świętochłowice, Ruda Śląska (Zabrze)          | PKM Katowice               | BN            |
| 30N   | Katowice Dworzec                     | Przełajka Pętla                         | 25/27              | 40                   | Katowice, Siemianowice Śląskie                                   | PKM Katowice               | BN            |
| 32N   | Zabrze Goethego                      | Łabędy Huta                             | 33/34              | 52/53                | Zabrze, Gliwice                                                  | PKM Gliwice                | BN            |
| 60N   | Gliwice Plac Piastów                 | Żerniki Osiedle                         | 13/15              | 22                   | Gliwice                                                          | PKM Gliwice                | BN            |
| 76N   | Katowice Dworzec                     | Wesoła Kopalnia                         | 39/41              | 62/63                | Katowice, Mysłowice                                              | PKM Katowice               | BN/CN         |
| 77N   | Katowice Dworzec                     | Wesoła Kopalnia                         | 32/35              | 50/51                | Katowice, Mysłowice                                              | PKM Katowice               | BN            |
| 130N  | Katowice Dworzec                     | Halemba Pętla                           | 24/25              | 39/40                | Katowice, Chorzów, Ruda Śląska                                   | PKM Katowice               | BN            |
| 194N  | Gliwice Zajezdnia                    | Szczygłowice Kopalnia                   | 23/25              | 42/46                | Gliwice, Knurów                                                  | PKM Gliwice                | BN            |
| 297N  | Katowice Dworzec – linia okrężna     | Osiedle Odrodzenia Kościół              | 32                 | 45                   | Katowice                                                         | PKM Katowice               | BN            |
| 617N  | Gliwice Zajezdnia                    | Helenka ELZAB                           | 31/32              | 45/50                | Gliwice, Zabrze                                                  | PKM Gliwice                | BN            |
| 623N  | Bytom Dworzec PKP                    | Miechowice Pętla                        | 9/10               | 14                   | Bytom                                                            | Pawelec, Kłosok, ASKA      | BN            |
| 657N  | Katowice Dworzec                     | Panewniki Owsiana                       | 29/30              | 37                   | Katowice                                                         | PKM Katowice               | BN            |
| 672N  | Katowice Dworzec                     | Murcki Rynek                            | 11/13              | 23/25                | Katowice                                                         | A21                        | BN            |
| 692N  | Gliwice Plac Piastów                 | Osiedle Waryńskiego Pętla               | 12/13              | 14/17                | Gliwice                                                          | PKM Gliwice                | BN            |
| 830N  | Katowice Dworzec                     | Bytom Dworzec PKP                       | 13/15              | 27/30                | Katowice, Chorzów (Świętochłowice), Bytom                        | PKM Katowice               | BN/CN         |
| 840N  | Gliwice Zajezdnia (Katowice Dworzec) | Gliwice Plac Piastów (Katowice Dworzec) | 4/5 (23)           | 8/9 (58)             | Gliwice (Zabrze, Ruda Śląska, Świętochłowice, Chorzów, Katowice) | PKM Gliwice                | BN            |
| 902N  | Zagórze Zajezdnia                    | Dąbrowa Górnicza Centrum                | 20                 | 21                   | Sosnowiec, Dąbrowa Górnicza (Będzin, Czeladź)                    | PKM Sosnowiec              | BN            |
| 903N  | Gołonóg Zajezdnia                    | Strzemieszyce Aleja Za Remizą           | 27                 | 36/42                | Sosnowiec, Dąbrowa Górnicza                                      | PKM Sosnowiec              | BN            |
| 904N  | Będzin Kościuszki                    | Dobieszowice Skrzyżowanie               | 39/58              | 38/40                | Będzin, Psary, Wojkowice, Bobrowniki, Dąbrowa Górnicza           | A21, PKS Południe, Pawelec | AN            |
| 905N  | Katowice Dworzec                     | Mikołów Dworzec PKP                     | 44/46              | 69/70                | Katowice, Mikołów                                                | PKM Katowice               | BN            |
| 906N  | Katowice Dworzec                     | Giszowiec Kolista Pętla                 | 28                 | 42/44                | Katowice                                                         | PKM Katowice               | BN            |
| 908N  | Katowice Dworzec                     | Sosnowiec Osiedle Piastów               | 10/14              | 22/24                | Katowice, Sosnowiec                                              | Meteor                     | BN            |
| 911N  | Katowice Dworzec                     | Czeladź Wojkowicka Pętla                | 21                 | 33                   | Katowice, Sosnowiec, Czeladź                                     | PKM Katowice               | BN            |

### Linie darmowe KZK GOP
| Linia | Przystanek początkowy | Przystanek końcowy | Liczba przystanków | Czas przejazdu (min.) | Miasta | Operator | % kursów niskopodłogowych | Rodzaj taboru |
| ----- | --------------------- | ------------------ | ------------------ | --------------------- | ------ | -------- | ------------------------- | ------------- |

### Linie tramwajowe KZK GOP
| Linia | Przystanek początkowy                  | Przystanek końcowy        | Liczba przystanków | Takt          | Miasta/gminy                                   | Zajezdnia                | % kursów niskopodłogowych |        |
| ----- | -------------------------------------- | ------------------------- | ------------------ | ------------- | ---------------------------------------------- | ------------------------ | ------------------------- | ------ |
| 0     | Chorzów Stadion Śląski Pętla Zach.     | Katowice Pl. Wolności     | 14                 | 30 min        | Chorzów, Katowice                              | Zawodzie                 | 100%                      | [ 10 ] |
| 1     | Gliwice Zajezdnia                      | Ruda Śląska Chebzie Pętla | 51                 | 30 min        | Gliwice, Zabrze, Ruda Śląska                   | Gliwice                  | 0%                        | [ 11 ] |
| 3     | Makoszowy Pętla                        | Mikulczyce Pętla          | 21                 | 20 min        | Zabrze                                         | Gliwice                  | 0%                        | [ 12 ] |
| 4     | Zaborze Pętla                          | Gliwice Zajezdnia         | 16                 | 10/20 min     | Zabrze, Gliwice                                | Gliwice                  | 100%                      | [ 13 ] |
| 5     | Bytom Pl. Sikorskiego                  | Zaborze Pętla             | 27                 | 10 min        | Zabrze, Bytom                                  | Gliwice, Stroszek        | 39%                       | [ 14 ] |
| 6     | Brynów Pętla                           | Bytom Szkoła Medyczna     | 44                 | 15 min        | Katowice, Chorzów, Bytom                       | Zawodzie                 | 86%                       | [ 15 ] |
| 7     | Bytom Pl. Sikorskiego                  | Zawodzie Pętla            | 39                 | 15 min        | Bytom, Świętochłowice, Chorzów, Katowice       | Stroszek, Zawodzie       | 39%                       | [ 16 ] |
| 9     | Chorzów Rynek                          | Bytom Pl. Sikorskiego     | 33                 | 20 min        | Chorzów, Świętochłowice, Ruda Śląska, Bytom    | Stroszek                 | 0%                        | [ 17 ] |
| 11    | Chebzie Pętla                          | Katowice Plac Miarki      | 29                 | 30 min        | Ruda Śląska, Świętochłowice, Chorzów, Katowice | Gliwice, Zawodzie        | 0%                        | [ 18 ] |
| 13    | Katowice Plac Wolności                 | Siemianowice Plac Skargi  | 12                 | 15 min        | Katowice, Siemianowice Śląskie                 | Zawodzie                 | 0%                        | [ 19 ] |
| 14    | Brynów Pętla                           | Mysłowice Dworzec PKP     | 34                 | 15 min        | Katowice, Mysłowice                            | Zawodzie                 | 0%                        | [ 20 ] |
| 15    | Katowice Plac Wolności                 | Zagórze Pętla             | 30                 | 15 min        | Sosnowiec, Katowice                            | Będzin                   | 81%                       | [ 21 ] |
| 16    | Brynów Pętla                           | Wełnowiec Plac Alfreda    | 17                 | 15 min        | Katowice, Siemianowice Śląskie                 | Zawodzie                 | 86%                       | [ 22 ] |
| 17    | Chorzów Rynek                          | Chebzie Pętla             | 25                 | 15 min        | Ruda Śląska, Świętochłowice, Chorzów           | Gliwice                  | 0%                        | [ 23 ] |
| 19    | Katowice Plac Wolności                 | Stroszek Zajezdnia        | 44                 | 15 min        | Katowice, Chorzów, Bytom                       | Stroszek                 | 27%                       | [ 24 ] |
| 20    | Chorzów Rynek                          | Szopienice Pętla          | 35                 | 15 min        | Chorzów, Katowice                              | Zawodzie                 | 55%                       | [ 25 ] |
| 21    | Tworzeń Huta Katowice                  | Milowice Pętla            | 43                 | 20 min        | Dąbrowa Górnicza, Będzin, Sosnowiec            | Będzin                   | 43%                       | [ 26 ] |
| 22    | Czeladź Kombatantów                    | Tworzeń Huta Katowice     | 27                 | 20 min        | Czeladź, Będzin, Dąbrowa Górnicza              | Będzin                   | 0%                        | [ 27 ] |
| 23    | Chorzów Stadion Śląski Pętla Zach.     | Zawodzie Zajezdnia        | 24                 | 120 min       | Chorzów, Katowice                              | Chorzów Batory, Zawodzie | 0%                        | [ 28 ] |
| 24    | Konstantynów Okrzei                    | Osiedle Zamkowe Pętla     | 26                 | 20 min        | Sosnowiec                                      | Będzin                   | 0%                        | [ 29 ] |
| 26    | Mysłowice Dworzec PKP                  | Milowice Pętla            | 27                 | 12 min        | Mysłowice, Sosnowiec                           | Będzin                   | 0%                        | [ 30 ] |
| 27    | Kazimierz Górniczy Pętla               | Pogoń Akademiki           | 28                 | 20 min        | Sosnowiec                                      | Będzin                   | 0%                        | [ 31 ] |
| 28    | Osiedle Zamkowe Pętla                  | Gołonóg Podstacja Pętla   | 19                 | nieregularny  | Będzin, Dąbrowa Górnicza                       | Będzin                   | 0%                        | [ 32 ] |
| 30    | Biskupice Pętla                        | Bytom Plac Sikorskiego    | 13                 | nieregularny  | Zabrze, Bytom                                  | Stroszek                 | 0%                        | [ 33 ] |
| 33    | Chorzów Stadion Śląski Pętla Zachodnia | Koszutka Słoneczna Pętla  | 12                 | 30 min        | Chorzów, Katowice                              | Zawodzie                 | 0%                        | [ 34 ] |
| 36    | Zawodzie Zajezdnia                     | Brynów Pętla              | 19                 | nieregularnie | Katowice                                       | Zawodzie                 | 0%                        | [ 35 ] |
| 38    | Bytom Powstańców Śląskich              | Bytom Kościół św. Trójcy  | 5                  | 20 min        | Bytom                                          | Stroszek                 | 0%                        | [ 36 ] |
| 43    | Chorzów Batory Zajezdnia               | Koszutka Słoneczna Pętla  | 15                 | 15 min        | Katowice, Chorzów                              | Zawodzie                 | 0%                        | [ 37 ] |
| 49    | Stroszek Zajezdnia                     | Bytom Pl. Sikorskiego     | 15                 | 15/30 min     | Bytom                                          | Stroszek                 | 0%                        | [ 38 ] |

## Operatorzy

### Linie tramwajowe
- Tramwaje Śląskie

Obsługiwane linie: 0, 1, 3, 4, 5, 6, 7, 9, 11, 13, 14, 15, 16, 17, 19, 20, 21, 22, 23, 24, 26, 27, 28, 30, 33, 36, 38, 43, 49.

### Linie autobusowe
| Operator                                                                                | Obsługiwane Linie | Liczba Linii |
| --------------------------------------------------------------------------------------- | --- | ------------ |
| PKM Katowice                                                                            | 0, 7, 7N, 10, 11, 12, 13, 30, 30N, 37, 43, 44, 46, 48, 50, 66, 70, 72, 74, 76, 76N, 77, 77N, 108, 109, 110, 115, 130, 130N, 133, 138, 149, 170, 177, 190, 193, 196, 238, 296, 297, 297N, 632, 653, 657, 657N, 662, 673, 674, 688, 689, 830, 830N, 900, 905N, 906N, 910, 911, 911N, 931, 940, 950, 974, Lotnisko | 64           |
| PKM Sosnowiec                                                                           | 16, 18, 24, 26, 27, 28, 34, 35, 40, 42, 49, 55, 61, 84, 88, 90, 91, 99, 100, 104, 106, 116, 150, 160, 175, 182, 188, 220, 221, 235, 237, 260, 269, 275, 299, 603, 604, 605, 606, 616, 622, 635, 644, 690, 723, 769, 800, 801, 805, 807, 808, 811, 813, 814, 815, 817, 818, 831, 835, 902N, 903N, 928, 935, 984  | 64           |
| Operatorzy MZKP Tarnowskie Góry - głównie PKM Świerklaniec                              | 3, 5, 17, 19, 53, 64, 78, 83, 85, 87, 94, 103, 105, 112, 119, 129, 134, 142, 143, 145, 151, 152, 153, 158, 173, 174, 179, 180, 189, 191, 192, 203, 204, 205, 206, 207, 208, 225, 246, 283, 289, 614, 615, 625, 646, 670, 671, 712, 717, 736, 737, 738, 739, 742, 743, 747, 748, 780, 791                        | 59           |
| Przedsiębiorstwo Komunikacji Miejskiej w Gliwicach                                      | 6, 8, 32, 32N, 47, 57, 58, 59, 60, 60N, 71, 81, 93, 120, 126, 156, 178, 186, 187, 194, 194N, 195, 197, 202, 236, 259, 280, 617, 617N, 624, 648, 650, 659, 669, 676, 677, 692, 692N, 699, 702, 710, 840, 840N, 870, 932, A4, A4N                                                                                 | 47           |
| Transport Pawelec                                                                       | 15, 20, 41, 67, 92, 97, 132, 135, 144, 148, 165, 184, 185, 198, 199, 250, 270, 292, 720, 820, 901 | 21           |
| Kłosok Żory                                                                             | 80, 89, 111, 135, 147, 159, 234, 242, 243, 288, 636, 735, 850, 954, 998 | 15           |
| Lazar Zendek                                                                            | 140, 164, 222, 264, 609, 619, 634, 637, 860 | 9            |
| Transgór Mysłowice                                                                      | 695, 788, 920, 930, 982 | 4            |
| Konsorcjum: Transport Pawelec, Kłosok Żory, Aska Żory, Nowak Transport                  | 39, 121, 127, 139, 167, 183, 201, 227, 623, 623N | 10           |
| UTiE INTRANS                                                                            | 916, 924, 937, 922 | 4            |
| Konsorcjum: Transport Pawelec, A21, PKS Południe                                        | 79, 107, 125, 200, 721, 722, 904N | 7            |
| Meteor Jaworzno                                                                         | 25, 118 | 2            |
| Konsorcjum Meteor Jaworzno, Irex Sosnowiec                                              | 22, 169, 176, 600, 663 | 5            |
| PKM Świerklaniec                                                                        | 114, 168, 608, 708 | 4            |
| Konsorcjum PKM Świerklaniec, Transport Pawelec                                          | 820 | 1            |
| Konsorcjum: Transgór Mysłowice, ELBUD K. Górski i B. Górska S. J.                       | 166, 219, 223, 995 | 4            |
| Usługi Przewozowe Lucjan Brożek                                                         | 102, 224, 707, 973 | 4            |
| V-Bus                                                                                   | 51, 154 | 2            |
| A21                                                                                     | 231, 672, 672N | 3            |
| Konsorcjum: Lazar Zendek, PKS Południe                                                  | 2, 664, 665 | 3            |
| Nowak Transport                                                                         | 98 | 1            |
| Rudpol-opa Ruda Śląska                                                                  | 230 | 1            |
| F.P.H.U. Małgorzata Kurkowska                                                           | 949, 959 | 2            |
| Konsorcjum: Fenis V, PKS Żary                                                           | 86, 286 | 2            |
| Konsorcjum: Irex Sosnowiec, Meteor Jaworzno, Transgór Mysłowice, Rudpol-opa Ruda Śląska | 155, 255 | 2            |
| Konsorcjum: Irex Sosnowiec, Meteor Jaworzno                                             | 73, 880 | 2            |
| Konsorcjum: Lazar Zendek, Nowak Transport, PKS Południe                                 | 52, 700 | 2            |
| PKS Żary                                                                                | 270, 720 | 2            |
| Konsorcjum: Nowak Transport, Meteor Jaworzno                                            | 146 | 1            |
| Konsorcjum Komunikacji Autobusowej: Irex Sosnowiec, Meteor Jaworzno                     | 750 | 1            |
| Konsorcjum: Meteor Jaworzno, Kłosok Żory                                                | 23 | 1            |
| Konsorcjum: Meteor Jaworzno, Irex Sosnowiec                                             | 908N | 1            |
| Konsorcjum: INTRANS, Transport Pawelec                                                  | 921 | 1            |
| PKS Południe                                                                            | 969 | 1            |

W listopadzie 2016 na zlecenie KZK GOP poza ww. kursowały także autobusy poniższych przedsiębiorstw, działających samodzielnie lub w ramach konsorcjów:
- Murgór-Trans
- TRAF-line Agnieszka Kowalczyk - Skęczek
- Waldekbusy[39].